# ハニー・ナイツ
ハニー・ナイツは、日本の男性コーラス・グループである。
1958年結成。当時のリーダーは野村忠久。その後葵まさひこに交代。1974年に解散。解散後もレコーディングのために再結成されたことがある。
東芝音楽工業（現：ユニバーサル ミュージック ジャパン）、テイチク（現：テイチクエンタテインメント）、日本ビクター（音楽レコード事業部、現：ビクターエンタテインメント）などからレコードを出した。
解散までに吹き込んだCMソングやアニメソングの総数は5000曲に達する。
青山和子の「愛と死をみつめて」などでバックコーラスを担当している。

## メンバー
- 葵まさひこ（あおい まさひこ、1937年[1] - 1984年9月29日[1]） - リードシンガー。本名：鈴木稔（みのる）[1]。山形県出身[1]。

平浩二「バス・ストップ」などの歌謡曲や『ウルトラマンA』『へんしん!ポンポコ玉』『ケンにいちゃん』などの子供向け番組主題歌、『マイルドセブン』『明治ボーデンチーズ』『白鶴』などのCMソングやジングルを多数作曲した。晩年は体調を崩しがちで、1984年9月29日に肝硬変のため入院先の病院で死去。享年47。
- 宍戸二郎 - セカンドテナー
- 赤間寛 - バリトン

解散後は食品関係の会社に勤務。2017年にテレビ東京『家、ついて行ってイイですか?』に出演。
- 野村忠久 - バス

## 代表曲（あるいはコーラスとして参加した楽曲）

### コマーシャル
- ふりむかないで（ライオン「エメロン」）
  - シングルでは6番までで、LPでは7番～12番の歌詞でも歌われたが、実際には72番まで歌詞が作られレコーディングされた（ただしレコード等で発売はされていない）。2002年のリバイバル版テレビCMでは郷ひろみが歌っていた。2002年に三浦弘とハニーシックスが、2011年にポカスカジャンがDororonえん魔くん メ～ラめらの挿入歌としてカバーした。2017年には奈良県の観光振興策の一環として県内の20市町村が各地域のアピール内容を歌詞に盛り込んだ替え歌を制作し、動画をYouTubeで配信し[6]カラオケをJOYSOUNDで配信した[7][8]。なお、ザ・ピーナッツの同名のヒット曲とは関連はない。
- あなたのためなら（ライオン「スパーク」）
- タバコ・ライオン（ライオン「タバコ・ライオン」）
- 愛するハーモニー（コカ・コーラ）
- 明治ポリック 水虫出たぞ（明治製菓(現・明治)「ポリック」）
- フェザー オソリソリ（フェザー安全剃刀「ハイ・ステンレス」）- 曲の最後の「オソリソリ」と言う台詞は声優である堀絢子によるもの。
- ゼブラ・ボールペン（ゼブラ）
- せめてお名前を（タイガー魔法瓶「タイガー・マイン・ポット」）
- ちょっとうれしいカローラ（トヨタ自動車「カローラ」）
- イマイのサンダーバード（今井科学）
- DXアンテナの歌（DXアンテナ）- 和田昭治（デューク・エイセス初代リーダー）との共演。

### アニメ
- サスケのテーマ（『サスケ』主題歌）
- 妖怪人間ベム（『妖怪人間ベム』主題歌）
- 江戸っ子のスキャット（『もーれつア太郎』副主題歌）
- スカイヤーズ5（『スカイヤーズ5』主題歌）
- ミュンヘンへの道（『ミュンヘンへの道』主題歌、ビクターレコード KV-542）
- ロボタン・マーチ（『ロボタン』副主題歌）
- 赤胴音頭（『赤胴鈴之助』副主題歌）

### 特撮
- かえせ! 太陽を（『ゴジラ対ヘドラ』主題歌）
- 故郷は地球（『シルバー仮面』主題歌）
- 戦え! シルバー仮面（『シルバー仮面』挿入歌）
- 怪獣音頭（『帰ってきたウルトラマン』挿入歌）
- ウルトラマンA（『ウルトラマンA』主題歌）
  - リーダーの葵まさひこによる作曲。オリジナルの東芝音楽工業盤（共演：みすず児童合唱団）とカバーの日本コロムビア盤（共演：コロムビアゆりかご会）の双方で歌唱している。
- TACの歌（『ウルトラマンA』挿入歌）
- ミラーマンの唄（『ミラーマン』主題歌）
- スペクトルマンゴーゴー（『宇宙猿人ゴリ』前期オープニング）
- 宇宙猿人ゴリなのだ（『宇宙猿人ゴリ』前期エンディング）
- ジョー90（『スーパー少年ジョー90』主題歌）
- サンダーバードの歌（『サンダーバード』主題歌）
  - テレビ放送ではロイヤル・ナイツの曲が使用された。

### テレビドラマ
- キャプテン・ナイス（『キャプテン・ナイス』主題歌）
- ガッツ・ジュン（『ガッツジュン』主題歌）
- 青春を打ち鳴らせ（『お祭り銀次捕物帳』主題歌）

### その他
- 東京の夜は更けて（1964年、作詞：宮川哲夫、作曲：いずみたく）
  - いしだあゆみ/ハニー・ナイツ名義。
- オー・チン・チン（1969年、作詞：里吉しげみ、作曲：小林亜星）
  - 幼い頃の陰茎を懐かしむ内容の曲。
  - シングルレコードのジャケットは作詞者里吉しげみの妻でもある水森亜土によるイラスト。1998年に岩田光央がカバーした。『人志松本の○○な話』の「チンさむロード」でも使用している。
  - メジャー（コロムビア）盤とアストロミュージック盤では、4番の歌詞が異なる。
  - アストロミュージック盤では4番の台詞を白石冬美が担当している。こちらの音源はCD『SHOW WA! -ハレンチ・パラダイス-』などに収録されている。
- 白い小径（1969年、鈴木雅彦ソロ）
- 港のためいき（1970年、鈴木雅彦ソロ）
- 待ちぼうけ（1973年、作詞：千家和也、作曲：葵まさひこ）
- ある日突然に（1973年、作詞：加能彰也、作曲：葵まさひこ）
- 哀しみの涙（作詞・作曲：フォーメン、編曲：池多孝春）
- ワイン小唄（1973年）
- 奥さま8時半です（モーニングジャンボ奥さま8時半ですテーマ曲）（作詞：伊藤アキラ、作曲：小林亜星）

## アルバム
- オー・チン・チン～ハニー・ナイツ 有線ヒット曲をうたう（コロムビア/DENON、CD-4005）
- ファースト・アルバム あなたのためなら／ふりむかないで（テイチク/UNION、ULP-2007）